# Martín Varsavsky
Martín Varsavsky Waisman-Diamond (Buenos Aires, 26 d'abril de 1960) és un empresari i filantrop argentí establert a Espanya que va fundar diverses empreses a tot el món, a més de servir com a inversor inicial en altres. Actualment, Varsavsky és president executiu i fundador de Prelude Fertility i director general i fundador d'Overture Life.

## Primers anys de vida i educació
Nascut de Carlos Varsavsky i Silvia Waisman-Diamond, Varsavsky va assistir a l'escola primària a la New Model School i al Colegio Nicolás Avellaneda. Va ser criat en la fe jueva.
Amb 17 anys, es va traslladar amb la seva família als Estats Units com a refugiat recolzat i assistit per B'nai B'rith, arran de la desaparició forçada del seu cosí, David Horacio Varsavsky. El 1981 va obtenir un BA a la Universitat de Nova York, el 1983 va obtenir un màster en Afers Internacionals per la Universitat de Colúmbia i el 1985 un MBA a la Columbia Business School.

## Carrera professional
El 1984, amb 24 anys i encara a la universitat, Varsavsky va crear Urban Capital Corporation, una empresa immobiliària a Nova York que va ser un dels primers desenvolupadors d'apartaments tipus loft. Urban Capital Corporation va comprar edificis industrials i els va reciclar en apartaments i oficines residencials, desenvolupant fins a cinquanta mil metres quadrats als barris de SoHo i Tribeca de la ciutat de Nova York.
El 1986, juntament amb el científic argentí Claudio Cuello i César Milstein (Premi Nobel de Ciències Mèdiques), Varsavsky va fundar Medicorp Sciences, una empresa de biotecnologia de la qual encara és accionista. Amb seu a Mont-real, Medicorp Sciences va ser dels primers a fabricar productes contra la sida i el càncer de diferents tipus (proves de VIH i PSA).
El 1991, Varsavsky va fundar l'empresa de telecomunicacions Viatel a Colorado, que operava un servei de devolució de trucades, com a alternativa als operadors tradicionals de llarga distància, similar a Econophone. Més tard, Viatel es va convertir en un proveïdor alternatiu de serveis de telecomunicacions a França, Bèlgica, Itàlia, Espanya i el Regne Unit. El 1997 Varsavsky va renunciar als seus càrrecs oficials i va vendre les seves accions de Viatel.
El juliol de 1995, Varsavsky es va traslladar a Madrid (Espanya). Del 1999 al 2011 va impartir cursos sobre emprenedoria a l'IE Business School (abans Instituto de Empresa) a Espanya. L'any 1997, Varsavsky havia fundat Jazztel, un proveïdor alternatiu d'accés a les telecomunicacions a la península Ibèrica. Amb seu a Madrid i amb infraestructura pròpia, l'empresa es va convertir en un operador de telecomunicacions que oferia amplada de banda per a clients residencials i comercials, competint amb Telefónica. Jazztel PLC es va presentar al públic com a IPO el desembre de 1999.
El 1999, va crear Ya.com Internet Factory, un proveïdor espanyol de serveis d'Internet/DSL que també incloïa l'agència de viatges en línia en espanyol Viajar.com (més tard venuda a Bravofly Rumbo Group). Ya.com era propietat de Jazztel (70%) i Varsavsky (10%) i el personal de l'empresa (20%). Es va vendre l'any 2000 a T-Online International, la filial d'Internet de Deutsche Telekom per 550 milions d'euros.
L'any 2000, Varsavsky va crear EINSTEINet AG, un proveïdor de serveis d'aplicacions (ASP) a Alemanya. Einsteinet era una empresa basada en la premissa que la majoria de les aplicacions migrarien des dels ordinadors de les persones a Internet. EINSTEINet no es va materialitzar, l'empresa es va vendre i va representar pèrdues per a Varsavsky per 35 milions d'euros.
Llavors Varsavsky va posar en marxa l'empresa Fon a Madrid a finals de 2005, que oferiria serveis WiFi internacionals mitjançant la infraestructura generada pels usuaris. Fon comptaria amb el suport dels inversors en accions com Google, Skype, Microsoft, Index Ventures, Qualcomm Ventures i Deutsche Telekom. El 2012, la xarxa va arribar a més de 7 milions de punts d'accés WiFi a diversos països.
El 2015, amb el suport de Lee Equity, Martin va fundar Prelude Fertility/Inception, que esdevindria la cadena de clíniques de fertilitat més gran dels EUA.
El 2017, Martin va fundar Overture Life, centrat en l'automatització del laboratori d'embriologia. Overture compta amb el suport de Khosla Ventures, Marc Benioff i Allen & Company.
El 2018, Martin va fundar Goggo Network, una startup recolzada per Axel Springer i Softbank que està ajudant a desenvolupar el marc legal i d'enginyeria per a flotes de vehicles autònoms i té previst desplegar aquestes flotes.
El 2021, Martin va fundar Levere Holdings, una empresa d'adquisició de propòsits especials (SPAC) que cotitza en borsa (NASDAQ: LVRA) que busca invertir i fusionar-se amb un negoci que jugarà un paper clau en el futur de la mobilitat a EMEA, centrant-se en el desenvolupament de serveis de mobilitat, vehicles connectats, vehicles elèctrics i conducció autònoma.
Varsavsky ha escrit articles sobre negocis i relacions internacionals per a El País, Newsweek, El Mundo (Espanya), i The Huffington Post, i és un ponent freqüent en conferències com Next Conference. Varsavsky també és blogger i col·laborador del programa LinkedIn Influencers, on escriu i dona xerrades sobre emprenedoria i tecnologia. El 2012 Varsavsky va començar a ensenyar emprenedoria a la Universitat de Colúmbia a la ciutat de Nova York.
Ha estat soci inversor en empreses en fase inicial com iTravel, Aura Biosciences, Menéame, Netvibes, Plazes, Technorati, Eloquii, Dopplr, Tumblr, Hipertextual, Busuu, 23andMe, MUBI i Result. Fora de les telecomunicacions, va ser l'accionista majoritari del parc eòlic El Moralejo (generador d'energies renovables) i Proesa, propietari de les marques de moda Sybilla i Jocomomola.
Actualment, Varsavsky és president executiu i fundador de Prelude Fertility i director general i fundador d'Overture Life.

## Treball filantròpic

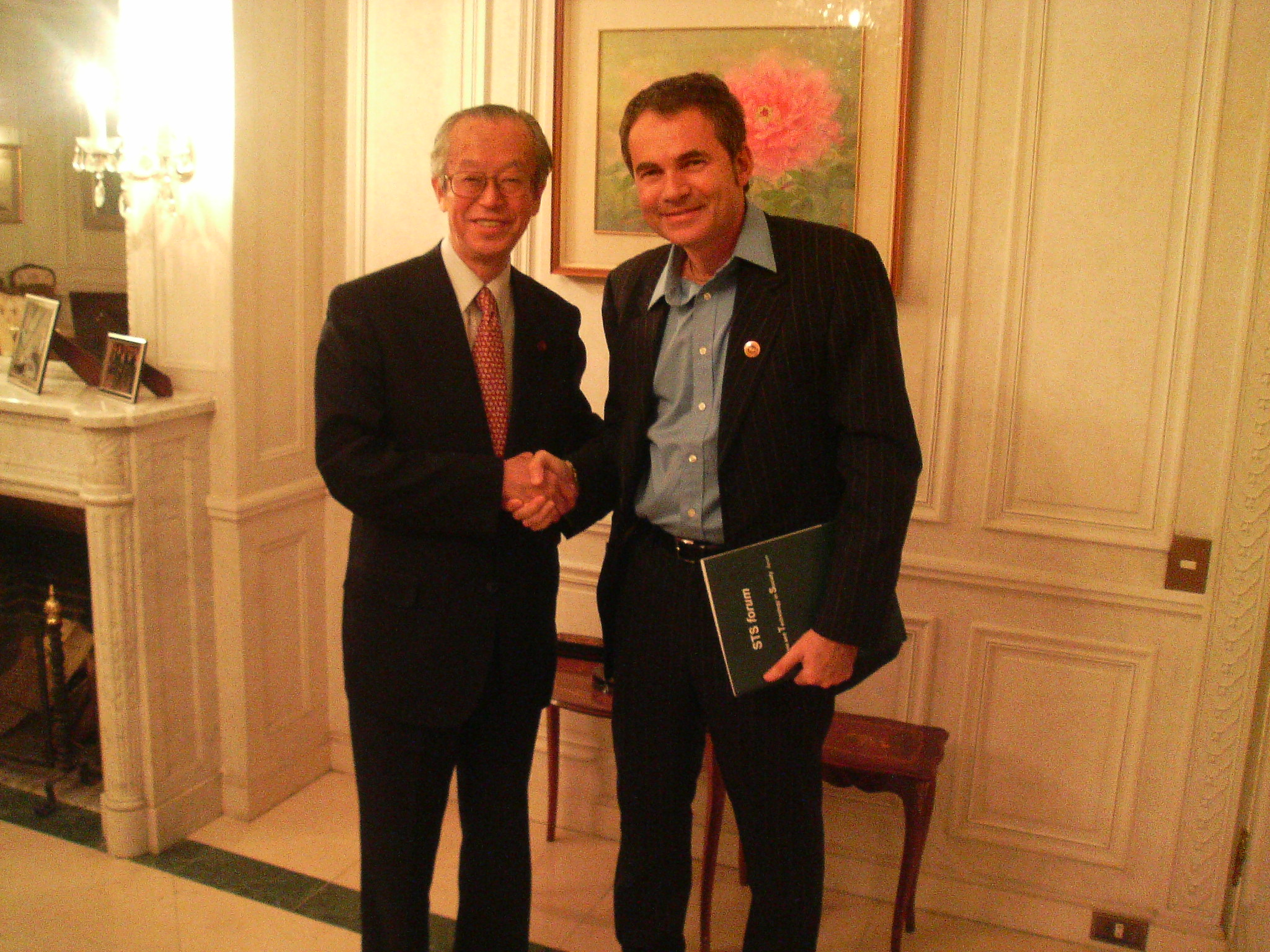
Martín Varsavsky amb Koji Omi a STS a Kyoto.

Varsavsky és fundador i president de la Fundació Varsavsky, que treballa per millorar les condicions educatives a diversos països. La fundació impulsa els portals educatius Educ.ar a l'Argentina i Educarchile.cl a Xile, amb l'objectiu de democratitzar i modernitzar els sistemes educatius d'ambdós països.
També és fundador i president de la Fundació Democràcia Segura, dedicada a contribuir als debats en afers internacionals. L'objectiu de la fundació és promoure una democràcia justa, transparent i segura.
La Fundació Democràcia Segura i el Club de Madrid van organitzar el Taller d'Atocha el març de 2005 i la Cimera Internacional sobre Terrorisme, Democràcia i Seguretat.

## Vida personal
Varsavsky es va casar amb Nina Wiegand el 22 de juliol de 2009 a Hawaii. Té set fills.

## Premis i reconeixements
Varsavsky és el destinatari de diversos honors i recompenses, entre els quals:
- World Technology, Fon: L'organització més innovadora del món tecnològic (2006)[33]
- Premi Pickering, Universitat de Colúmbia (2003)
- Emprenedor espanyol de l'any, iBest (2000)[34]
- Global Leader for Tomorrow, Fòrum Econòmic Mundial (2000)[35]
- Emprenedor europeu de l'any, ECTA (1999)
- Emprenedor europeu de telecomunicacions de l'any (1998)
- Finalista al concurs Emprenedor de l'Any, Nova York (1995)
- Descrit a la revista Forbes com a jove, ric i inquiet (1999)[36]